# Neotoma fuscipes

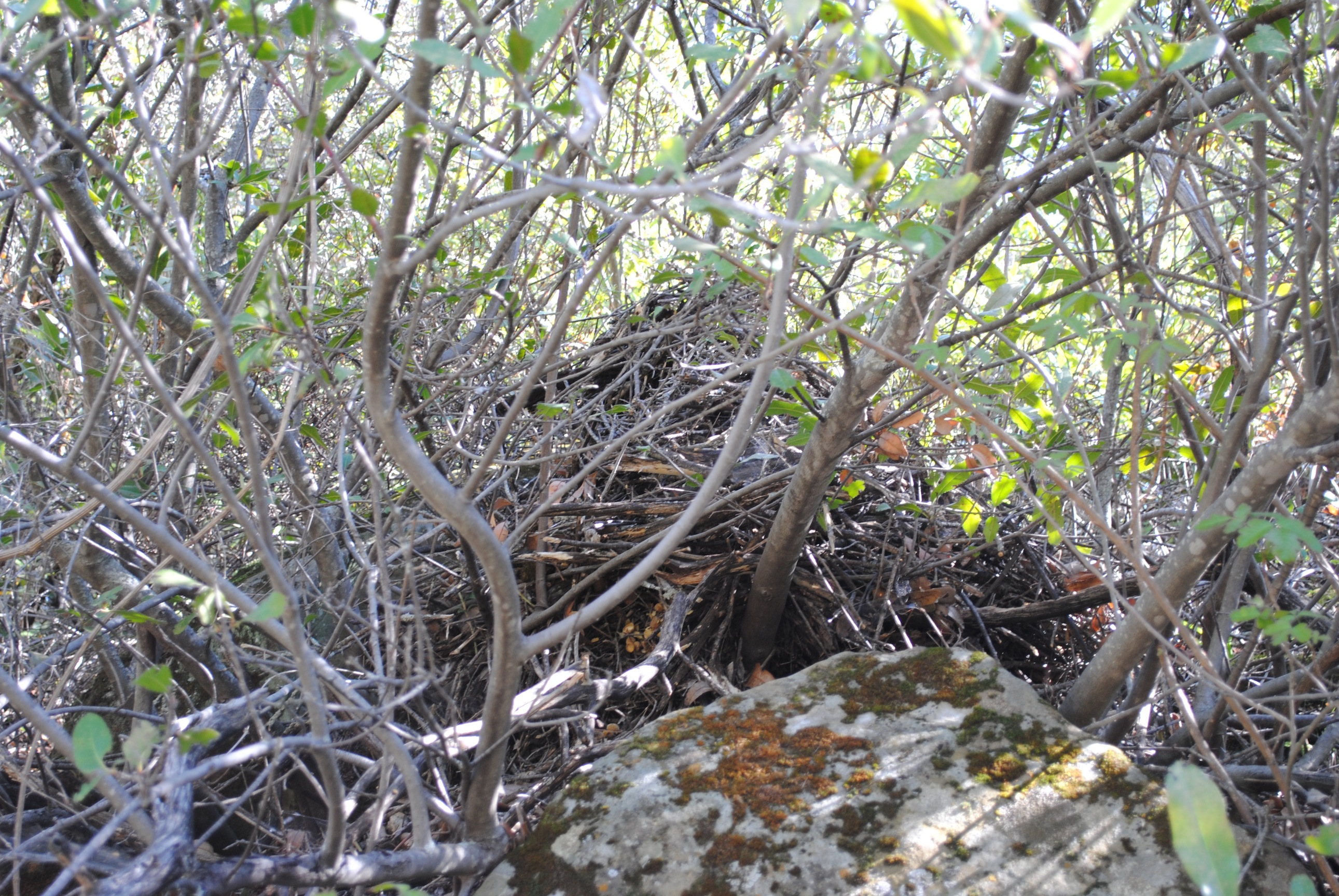
Nido de N. fuscipes, UC Davis Stebbins Cold Canyon Reserve, CA

La rata cambalachera patas oscuras (en inglés dusky-footed woodrat) (Neotoma fuscipes) es una especie de roedor nocturno en la familia Cricetidae. Son generalmente llamadas "ratas cambalacheras" y construyen guaridas abovedadas que pueden lograr hasta varios pies en altura. Los coyotes y otros depredadores intentan cazar estos roedores por destrozar las guaridas, pero el grosor del nido les suele disuadir. Ocasionalmente, las ratas cambalacheras patas oscuras construyen nidos satélites en los árboles.  A pesar de que estos animales son diligentemente solitarios, excepto en la estación de apareamiento (cuando son más vulnerables como presa), las guaridas se encuentran frecuentemente en grupos de hasta varias docenas, formando "comunidades" aproximadas. El sistema de apareamiento en esta especie parece ser variable, generalmente con promiscuidad en densidades de población altas y monogamia en densidades más bajas.
Son similares en aspecto a la especie de rata común Rattus rattus y Rattus norvegicus, pero con ojos y orejas más grandes, un pelaje más blando, y cola con pelo. El ratón de California, Peromyscus californicus, el cual tiene distribución similar, vive dentro de las guaridas construidas por ratas cambalacheras. Las guaridas contienen un nido y hasta varios cuartos de "despensa" en donde se almacenan hojas y frutos secos para consumir más tarde.
Se conoce que la rata cambalachera patas oscuras de California coloca hojas del Laurel de California (Umbellularia) alrededor de los bordes de su nido dentro de su casa de palitos para controlar niveles de los ectoparásitos (parásitos externos) como pulgas. Las hojas contienen compuestos orgánicos volátiles qué son tóxicos a las larvas de pulga. Entre los terpenos más tóxicos a las larvas de pulga en las hojas de bahía son umbellelone, cineole, y cymene. Se cree que las ratas cambalacheras evolucionaron con esta adaptación de comportamiento para soportar las tensiones medioambientales causadas por ectoparásitos.
La especie se encuentra en México y los Estados Unidos.